# Steven Cowley
Sir Steven Charles Cowley Kt FRS FREng FInstP, britanski fizik, * 1959, Cambridge, Cambridgeshire, Anglija, Združeno kraljestvo.
Cowley je teoretični fizik in mednarodna avtoriteta na področju jedrskega zlivanja in astrofizikalnih plazem. Od 1. julija 2018 je bil direktor Laboratorija za plazemsko fiziko v Princetonu (PPPL) Ameriškega ministrstva za energijo (DOE). Pred tem je bil od oktobra 2016 predsednik Kolidža Corpus Christi v Oxfordu. in vodja organizacije EURATOM / Zveze za jedrsko zlivanje CCFE in glavni izvršni direktor (XO) Urada Združenega kraljestva za atomsko energijo (UKAEA).